# Буль, Джордж
Джордж Буль (англ. George Boole; 2 ноября 1815, Линкольн — 8 декабря 1864, Баллинтемпл, графство Корк, Ирландия) — английский математик и логик. Профессор математики Королевского колледжа Корка (ныне Университетский колледж Корк) с 1849 года. Один из основателей математической логики.

## Биография
Джордж Буль родился и вырос в семье небогатого ремесленника Джона Буля, увлечённого наукой. Отец, интересуясь математикой и логикой, дал первые уроки своему сыну, но тот не сумел рано обнаружить свои выдающиеся таланты в точных науках, и его первым увлечением стали классические авторы.
Лишь к семнадцати годам Буль дошёл до высшей математики, продвигаясь медленно из-за отсутствия действенной помощи.
С шестнадцати лет Буль начал работать помощником учителя в частной школе в Донкастере и, так или иначе, продолжал преподавание на разных должностях в течение всей жизни.
Он был женат (с 1855 года) на Мэри Эверест (з. Эверест-Буль), племяннице знаменитого географа Джорджа Эвереста, также занимавшейся наукой и преподаванием, а после смерти мужа много сил уделившей популяризации его вклада в логику.
Буль умер на пятидесятом году жизни от воспаления лёгких.

### Семья
Четыре дочери Буля снискали известность как учёные (геометр Алисия, химик Люси), или члены учёных семей (Мэри, жена математика и писателя Ч. Г. Хинтона, и Маргарет, мать математика Дж. И. Тейлора).
Пятая дочь — Этель Лилиан Войнич, автор романа «Овод» и жена Михаила (Вильфреда) Войнича, первооткрывателя манускрипта Войнича.

## Научная деятельность
Публике Буль был известен в основном как автор ряда трудных для понимания статей на математические темы и трёх или четырёх монографий, ставших классическими.
Публикация первой статьи («Теория математических преобразований», 1839) привела к дружбе между Булем и Дунканом Грегори (редактором «Кембриджского математического журнала», где статья была опубликована), продолжавшейся до самой смерти последнего в 1844 году. В этот журнал и наследовавший ему «Кембриджский и дублинский математический журнал» Буль представил двадцать две статьи.
Шестнадцать его статей были опубликованы в «Философском журнале» (Philosophical Magazine), шесть мемуаров — в «Философских трудах» (Philosophical Transactions), ряд других — в «Трудах Королевского общества Эдинбурга и Королевской Ирландской академии» (Transactions of the Royal Society of Edinburgh and of the Royal Irish Academy), в «Вестнике Санкт-Петербургской академии» (Bulletin de l’Académie de St-Pétersbourg, под псевдонимом G. Boldt, Vol. IV. pp. 198–215) и в журнале Крелле (Journal für die reine und angewandte Mathematik).
Этот список дополняет публикация 1848 года в «Журнале механика» (Mechanic’s Magazine) о математических основах логики.
Всего Булем было опубликовано около пятидесяти статей в различных изданиях и несколько монографий.

## Математическая логика
Буль был, вероятно, первым после Джона Валлиса математиком, обратившимся к логической проблематике. Идеи применения символического метода к логике впервые высказаны им в статье «Математический анализ логики» (1847). Не удовлетворённый полученными в ней результатами, Буль высказывал пожелание, чтобы о его взглядах судили по обширному трактату «Исследование законов мышления, на которых основываются математические теории логики и вероятностей» (1854). Буль не считал логику разделом математики, но находил глубокую аналогию между символическим методом алгебры и символическим методом представления логических форм и силлогизмов. Единицей Буль обозначал универсум мыслимых объектов, буквенными символами — выборки из него, связанные с обычными прилагательными и существительными (так, если x = «рогатые», а y = «овцы», последовательный выбор x и y из единицы даст класс рогатых овец). Буль показал, что символика такого рода подчиняется тем же законам, что и алгебраическая, из чего следовало, что их можно складывать, вычитать, умножать и даже делить. В такой символике высказывания могут быть сведены к форме уравнений, а заключение из двух посылок силлогизма — получено путём исключения среднего термина по обычным алгебраическим правилам. Ещё более оригинальной и примечательной была часть его системы, представленной в «Законах мышления…», образующая общий символический метод логического вывода. Буль показал, как из любого числа высказываний, включающих любое число терминов, вывести любое заключение, следующее из этих высказываний, путём чисто символических манипуляций. Вторая часть «Законов мышления…» содержит аналогичную попытку обнаружить общий метод в исчислении вероятностей, позволяющий из заданных вероятностей совокупности событий определить вероятность любого другого события, логически связанного с ними.

## Математический анализ
На математические темы Булем в течение жизни были созданы два систематических трактата: «Трактат о дифференциальных уравнениях» (1859; второе издание не завершено, материалы к нему опубликованы посмертно в 1865) и задуманный как его продолжение «Трактат о конечных разностях» (1860). Эти труды внесли важный вклад в соответствующие разделы математики и в то же время продемонстрировали глубокое понимание Булем философии своего предмета.

## Другие труды
Вместе с математикой Буль серьёзно занимался изучением христианской теологии, изучал Библию, сравнивал христианскую доктрину о Боге Отце, Боге Сыне и Боге Святом Духе (Святую Троицу) с тремя измерениями пространства, даже собирался стать священником.
Хотя за исключением математических и логических работ Буль публиковался мало, его труды обнаруживают широкое и глубокое знакомство с литературой. Его любимым поэтом был Данте, причём «Рай» нравился ему больше, чем «Ад».
Постоянными предметами изучения были для Буля метафизика Аристотеля, этика Спинозы, философские труды Цицерона и множество подобных работ. Размышления о научных, философских и религиозных вопросах содержатся в четырёх речах — «Гений сэра Исаака Ньютона», «Достойное пользование досугом», «Притязания науки» и «Социальный аспект интеллектуальной культуры» — произнесённых и опубликованных им в разное время.

## Основные произведения
- «Математический анализ логики» (The Mathematical Analysis of Logic, 1847);
- «Логическое исчисление» (1848);
- «Исследование законов мышления» (An investigation of the laws of thought, 1854).

## Память
- В честь Джорджа Буля в 1964 году назван кратер на Луне.
- В 2015 году Ирландский национальный университет в Корке отпраздновал 200 лет со дня рождения Джорджа Буля[2][3].